# Таузънд Айландс
Таузънд Айландс (на английски: Thousand Islands National Park – „Хиляда острова“) е сред най-малките национални паркове на Канада.
Създаден е през 1914 г. с площ от 24 км². Паркът включва 26 острова и около 90 малки островчета, пръснати на 80 км по протежение на река Сейнт Лорънс, от Броксвил до Кингстън, Онтарио. Парка обхваща също залива Ландинг, Малъритаун Ландинг и Джонс Крийк.
Парка предлага къмпингуване за посетителите и разполага с пристани за лодки на няколко от островите, както и в Малъритаун Ландинг.
Повечето от островите в парка представляват върховете на хълмове на древния остров Фронтенак, ивица от прекамбрийски гранит, свързваща Канадския щит с планините Адирондак в щата Ню Йорк. След оттеглянето на ледниците хълмовете са наводнени от новообразувалата се река Сейнт Лорънс.
Всеки остров има своя собствена природа. Някои са пусти с оголени скали покрити с лишеи, а други са обрасли с гъсти широколистни гори или с дървета характерни за по северните региони. Някои острови са от варовик и на тях виреят смесени гори. Заедно всички острови поддържат една уникална екосистема с разнообразни растителни видове и животни, някои от растенията се срещат само тук и никъде другаде в Канада.
Островите в парка разкриват места, показващи човешко присъствие от хиляди години. Те са част от традиционната територия на ирокезите. По-късно са заети от мисасауга оджибве. Изследователи и търговци на кожи минават през района, но бедните почви не привличат заселници до края на 1770-те. По време на Войната от 1812 г. районът е важен военен маршрут. През 1904 г. повечето острови са заселени и местните жители настояват пред правителството да защити 9 от островите. Същата година тези парцели формират ядрото на бъдещия парк. През 1914 г. е създаден парка, първоначално като Национален парк „Сейнт Лорънс“. След това името е променено на „Таузънд Айландс“.